# NGC 2577
NGC 2577 est une galaxie lenticulaire située dans la constellation du Cancer. NGC 2577 a été découverte par l'astronome germano-britannique William Herschel en 1784.

## Caractéristiques
Sa vitesse par rapport au fond diffus cosmologique est de 2 296 ± 17 km/s, ce qui correspond à une distance de Hubble de 33,9 ± 2,4 Mpc (∼111 millions d'al). 
À ce jour, deux mesures non basées sur le décalage vers le rouge (redshift) donnent une distance de 36,500 ± 8,061 Mpc (∼119 millions d'al), ce qui est à l'intérieur des valeurs de la distance de Hubble.
NGC 2577 présente une large raie HI.

## Supernova
La supernova SN 2007ax a été découverte dans NGC 2577 le 21 mars 2007 par l'astronome amateur britannique Ron Arbour. Cette supernova était de type Ia.